# 토속 민요
토속민요(土俗民謠)는 민요의 한 갈래로 통속민요(通俗民謠)와 구별하기 위한 용어이다. 전문 소리꾼이 아닌 일반인들이 만들어 부르는 민요를 말한다.
국문학 분야의 민요학계 일부에서는 '토속'이란 말이 일제시대에 통용된 말이라 하여 '토속민요' 대신 '향토(鄕土)민요'라는 용어를 사용하자는 논의도 있으나, '토속'이란 말은 '토속적', '토속음식'처럼 일반적인 용법으로 널리 사용되는 용어이므로, '토속민요'를 '통속민요'와 구분하는 민요의 갈래를 뜻하는 용어로 사용해도 무방하다고 할 것이다. 민요학계 안에서도 국악 분야에서는 일반적으로 '향토민요'보다는 '토속민요'라는 용어를 널리 사용하고 있다.

## 분류
토속민요는 기능에 따라 다음과 같이 크게 3가지로 분류할 수 있다.
- 노동요
- 의례요(儀禮謠) 또는 의식요(儀式謠)
- 유흥요(遊興謠) 또는 유희요(遊戱謠)